# Paestumi vázafestészet

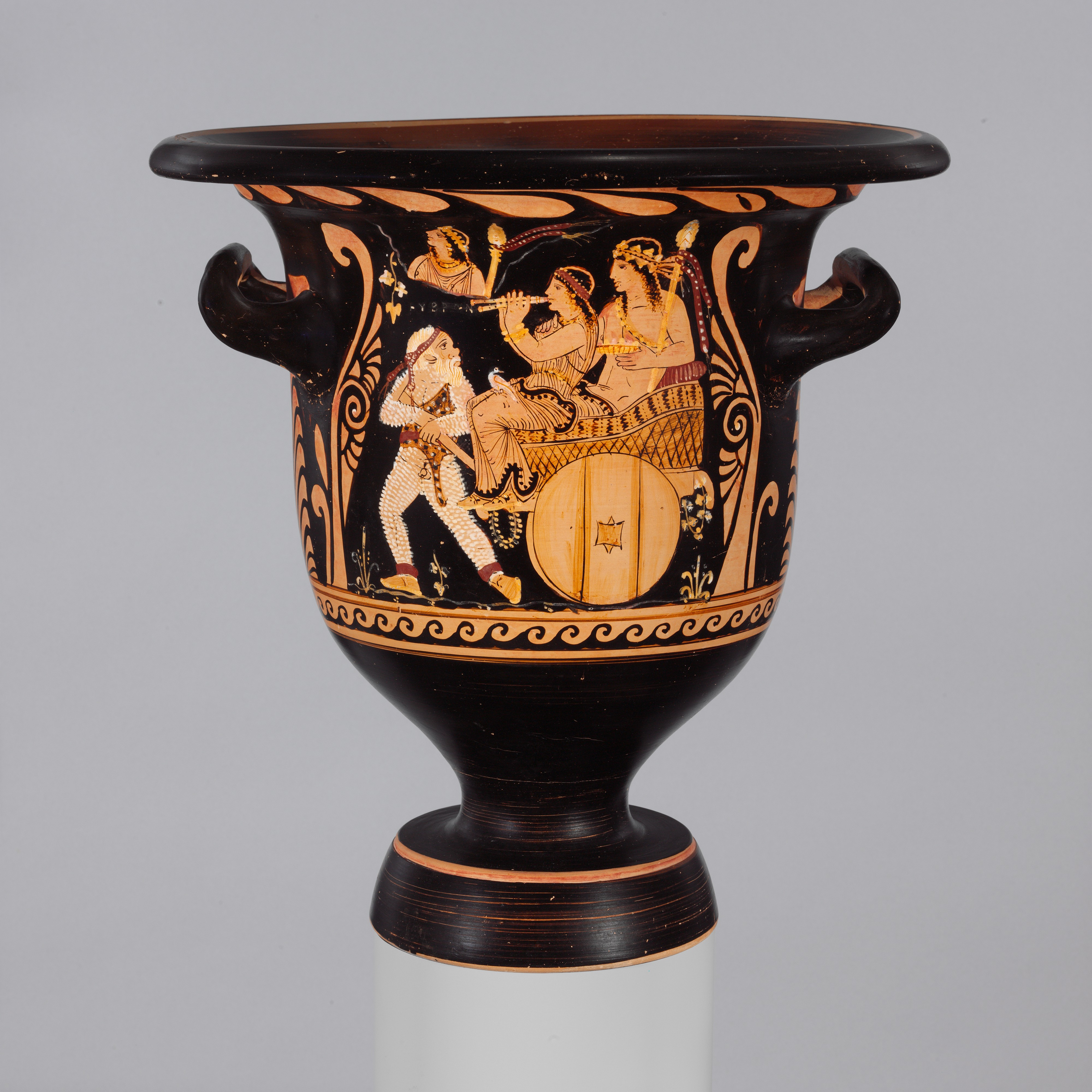
Harang-kratér, Püton alkotása, i. e. 4. század, MET, New York

A Paestumi vázafestészet az ókori görög vörösalakos vázafestészet egyik dél-itáliai helyi változata volt.  A paestumi fazekasárut negyedikként azonosították a lukánia, apulia és campania központok után a 19. század végén. Ezt követte később a szicíliai központ meghatározása a 20. század második felében.  A paestumi műhelyek megközelítőleg i. e. 430 és i. e. 300 között voltak aktívak.
Mind az öt központ edényei hasonlítnak egymásra, a paestumi fazekasáru a szicilíai és campaniai termékekkel áll a legszorosabb rokonságban. A legegységesebb központnak tekintik, miután kialakultak jellemző stílusjegyei gyakorlatilag végig (leszámítva egy késői viszonylag enyhe apuliai hatást) változatlanok maradtak. Az eddig ismert paestumi edények száma kétezer körülire tehető de az ásatások során számuk folyamatosan növekszik.  

## A műhely
A paestumi műhelyek munkája a várost körülvevő temetőkben az 1950-es években elkezdett kutatások eredményeként jól ismert. Az itteni feltárások során több mint ezer paestumi váza került elő. Az összes dél-itáliai vázafestő központ közül ez volt a legegységesebb és miután Aszteasz munkássága során kialakultak jellemző stílusjegyei a központ egész működése során (leszámítva egy késői viszonylag enyhe apuliai hatást) gyakorlatilag változatlan maradt.
A paestumi agyag egy jellegzetes narancssárgás-barna színre ég ki, így az itteni edények különböznek a campaniai termékektől. Az öt központ közül a paestumi az egyetlen ahol a készítők egy része szignálta alkotásait. Aszteasztól tizenegy, míg Pütontól két szignált váza ismert. Ezen kívül a néhány nagyobb edényen lévő azonosító szövegeket leszámítva a feliratok ritkák.

### Edényformák, másodlagos díszítőelemek

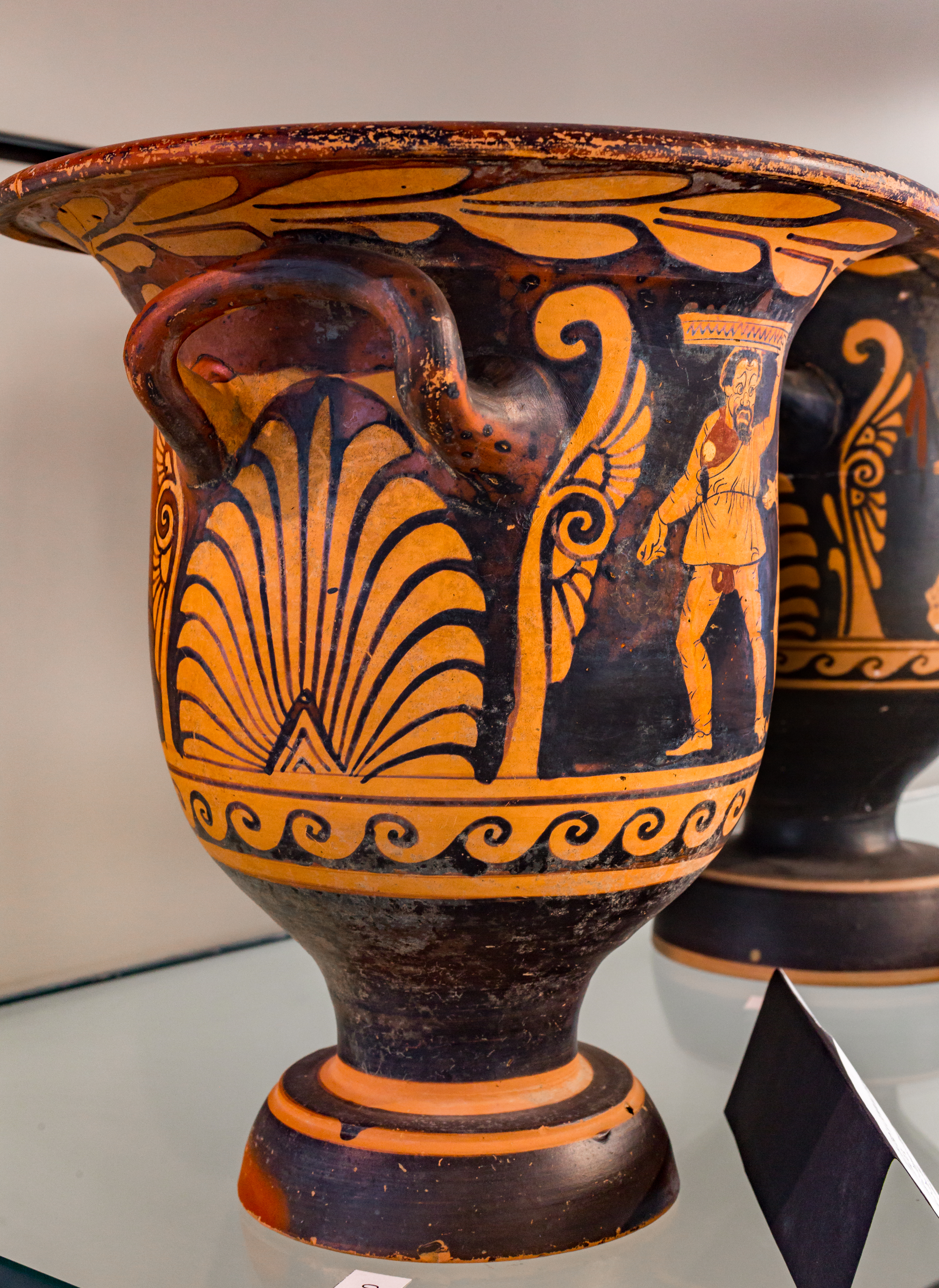
Másodlagos díszítőelemek egy kratéren

A edényformák tekintetében a paestumi fazekasok konzervatívak voltak. Leggyakoribb edényformáik közé tartozott a harang-kratér, a hüdria, a nyakamfora, a lebész gamikosz és a szküphosz. Kevésbé terjedt el a kehely-kratér, a peliké, a szegély nélküli csésze és az oinokhoé. Eddig csak néhány voluta-kratér ismert főleg a késői apulianizáló korból, oszlop-kratér eddig nem került elő. A leggyakoribb forma a harang-kratér szinte hengerformájú, magas egyenes oldallal. A nagyobb lebész gamikoszokat magas, három-négy részből álló díszes fedővel látták el, ami önmagában is egy kisebb edényt formált meg. 
A leggyakoribb díszítőelem az úgynevezett keretező palmetta volt, ami leginkább a közepes és nagyméretű edényeken jelenik meg. Ez a palmettatípus szinte kizárólag a paestumi központra jellemző, bár néhány variációja esetenként felbukkan campaniai edényeken is. A nagy vagy magas edényeken (nyakamforák, lebész gamikoszok) a képet időnként sávokkal foglalják keretbe. Szintén nagyobb edényeken fordulnak elő a képek alatt Meanderek sakktáblamintákkal vagy keresztben áthúzott négyzetekkel.
A kratérek pereme alatt állandó díszítőelemnek számít a babérkoszorú. Az edények előoldalán megjelenő borostyán feltételezhetően szicíliai eredetű dekorációs elem.
A drapériákat legtöbbször egy pontokból álló csíkkal szegélyezték, ami szintén szicíliai előképekre vezethető vissza. Egy rövid periódus után, amikor a ruhák szegélyét csak egy folyamatos vastag vonallal jelezték ez a pontsor kizárólagossá vált az edények hátoldalán himatiát viselő fiatal férfiak ruháján és gyakran megjelenik a többi figura ruházatán, férfiak karján és nők lábán. Gyakran használt motívummá vált, időnként megkettőzve egy fehér sávval elválasztva a nőalakok ruhájának oldalán. Ez a díszítéstípus csak a paestumi központra jellemző. Az istenek és más mitológiai alakok ruháját gazdag díszítéssel látták el, a nők gyakran fekete ruhát viselnek fehér vagy vörös hozzáadott színekkel.

### Ikonográfia

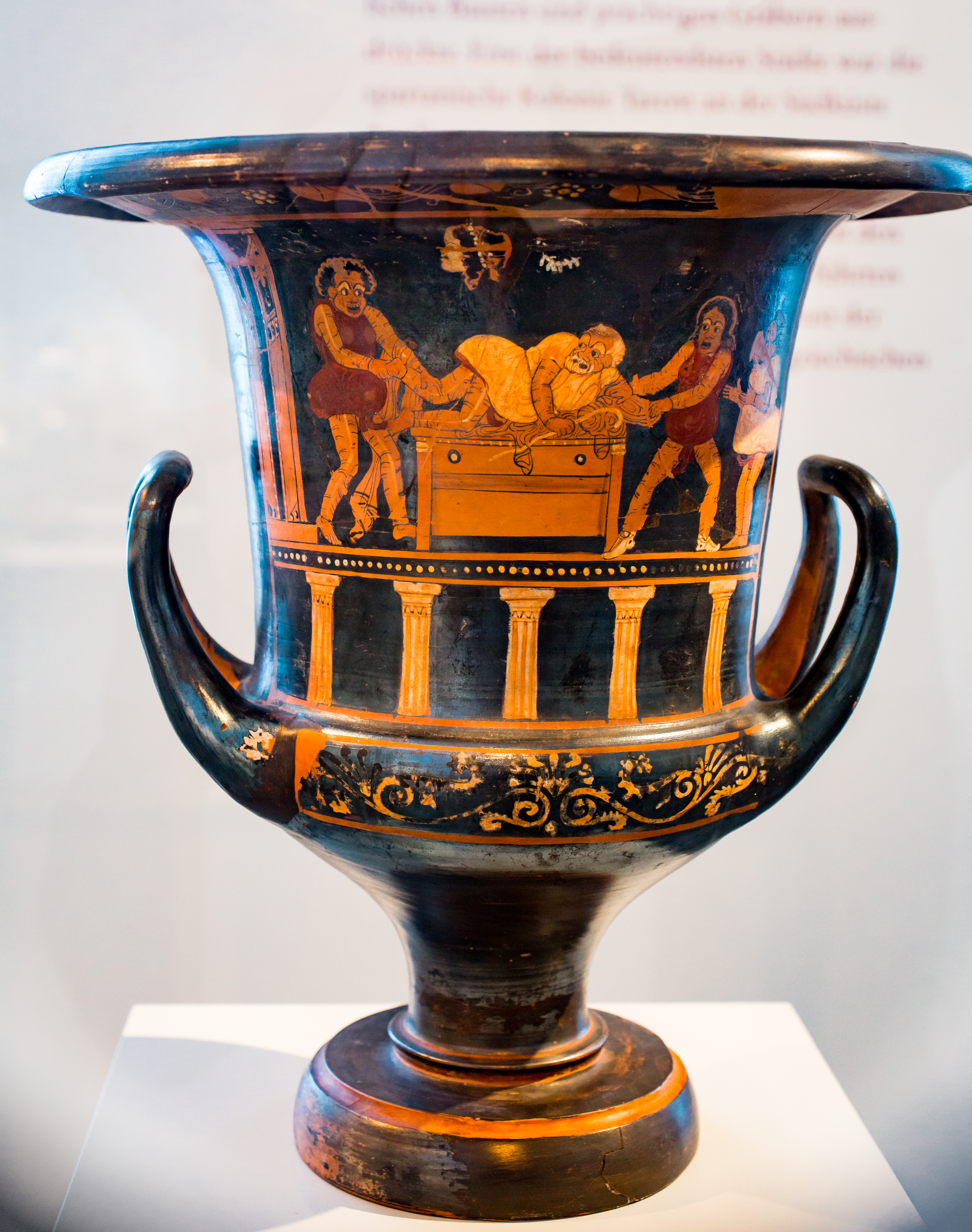
Phülax-jelenet, Aszteasz, Berlin

Témaválasztásuk leggyakoribb alakja Dionüszosz volt. A legtöbbször borostyánkoszorút viselő isten egyedül vagy kísérőivel (egy szatírral, egy menáddal) jelenik meg, esetleg színpadi környezetben. A phülax-jeleneteket ábrázoló vázák a paestumi agyagművesség talán legsikeresebb darabjai. Ezek dél-itáliai területeken meghonosodott egyfajta burleszk előadások voltak, ahol kifigurázták a mitológiai jeleneteket. Témáik változatosak: az egyszerű maszkábrázolástól a bonyolult színházi előadásokat reprodukáló jeleneteken át a mitológiai történetek (Oidipusz és a szfinx, Heléna születése, Héraklész kalandjai) komikus változatáig és a mindennapi élet jeleneteinek paródiájáig terjednek. A bonyolultabb témákat megjelenítő, esetleg színházi ihletésű ábrázolások legtöbbször túlzsúfoltak. 
A paestumi vázafestészetben viszonylag kisebb jelentősége volt a mitológiai témáknak, és ritkák a temetési jelenetek, valamint az induló és hazaérkező harcosok ábrázolása is. A máshol gyakoribb naiszkoszok (kisméretű templomok) egyáltalán nem jelennek meg és az egyszerűbb síremlékek (egy oszlop lépcsős talapzattal) is legtöbbször csak mitológiai témájú képeken láthatók. Kisebb sztélék és oltárok viszont gyakoriak, a fő ábrázolást keretezik és legtöbbször a kisebb edényeken fordulnak elő. Úgy tűnik nincs különösebb szerepük csak díszítőelemeknek számítanak. A nagyobb méretű edényeken előfordul, hogy egy felső sávba mellképeket vagy derékig ábrázolt alakokat festettek és fölöttük egy ablakból egy női mellkép vagy félalak néz le rájuk. Az esküvőre való készülődés, udvarlási jelenetek, egy medence köré gyűlő nők szintén kedvelt témái voltak a vázafestőknek különösen a lebész gamikoszokon. 
A legtöbb paestumi kratér vagy esetleg amfora hátoldalán általában két felöltözött fiatal férfialakot ábrázoltak meglehetősen kevés változtatással. Az egyik képtípuson az alakok teljesen beburkolóznak ruhájukba, csak egyik kezük látszik, a másik változaton köpenyük egy „V” vagy „U” alakban nyitott és felsőtestüket szabadon hagyja. Általában egy kisebb tárgyat tartanak, egy botot, süteményt, egy tojást stb.

## Történet

### Aszteasz és Püton

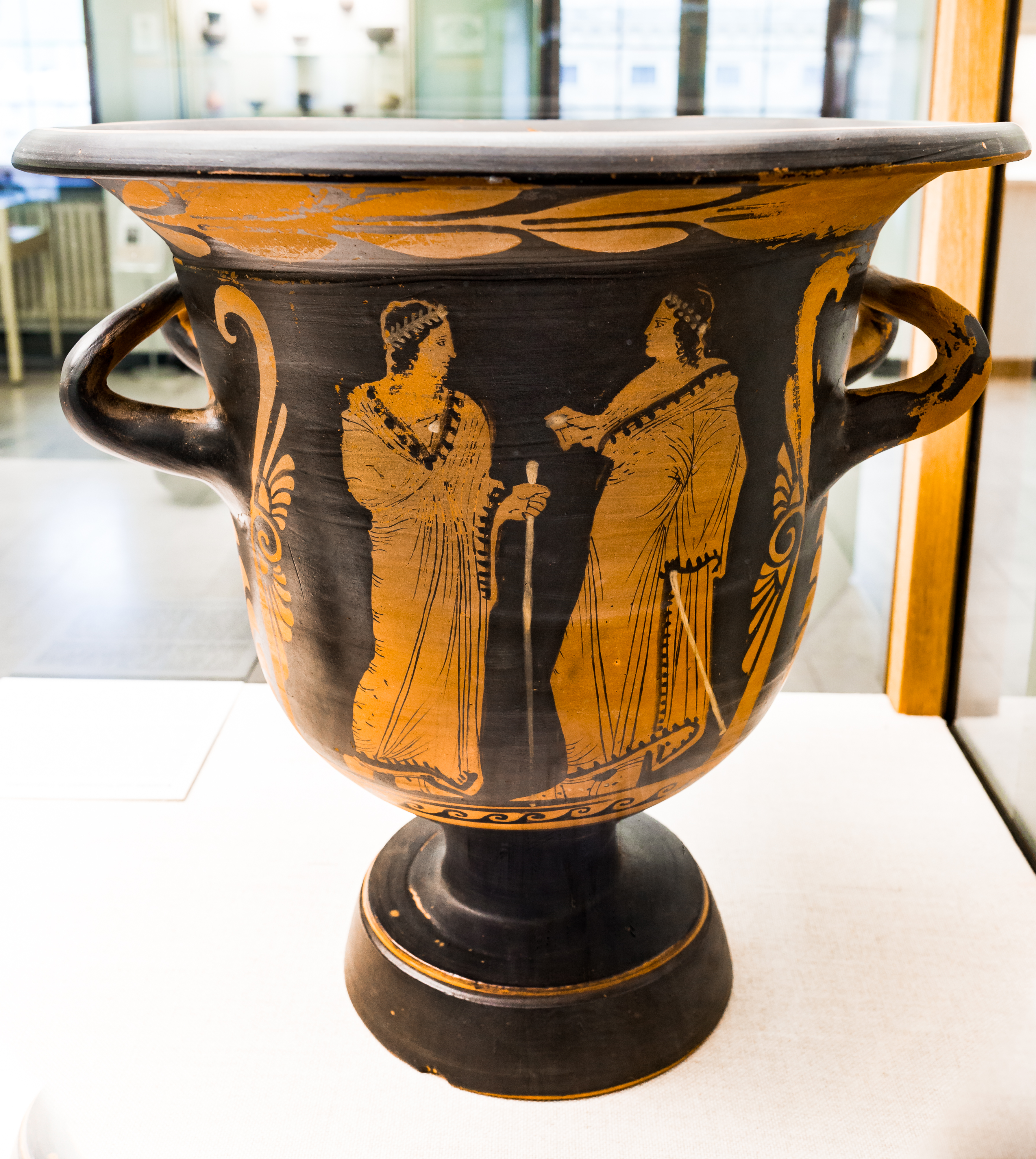
Kratér hátoldala, Püton alkotása

A campaniai központhoz hasonlóan a paestumi műhelyek is az i. e. 4. század elejéről származó szicíliai előképek alapján dolgoztak, ahol már előfordultak a későbbi paestumi keretező palmetták, a pontsorral ellátott drapériák és a hátoldalakon ábrázolt fiatal férfialakok prototípusai. Ezeknek a vázáknak egy része az úgynevezett Louvre K 40 csoporthoz tartozott, egy részük Lipari szigetéről került elő. Egy ideig a vázákat Aszteasz munkáinak hitték, mivel nagyon közel állnak témaválasztásához és technikájához.
A paestumi központ két legkiemelkedőbb alkotója a névről is ismert Aszteasz és Püton volt. A két mester kedvelte a mozgalmas színházi jeleneteket, amelyeken népies groteszk maszkokat és ruhákat viselő színészek szerepelnek.
- Aszteasz korai ábrázolásai meglehetősen hasonlítanak egymáshoz. A vázák előoldalán általában két alak jelenik meg, egyikük legtöbbször Dionüszosz a hátoldalon két felöltözött fiatal férfi látható, köpenyük szélén fekete szegéllyel.[6] Rossz állapotban megmaradt szignált vázái nagyobb méretű edények, mitológiai vagy a színházi előadáshoz kapcsolódó sokalakos díszítéssel.[7] Későbbi, szignó nélküli munkái két csoportba tartoznak, vagy díszes ruhájú alakok láthatók rajtuk mitológiai jelenetekben, vagy egyszerűbb öltözetű figurák például Dionüszosz és követője, esetleg egy phülax-színész.
- Püton valamivel fiatalabb lehetett Aszteasznál, akivel szoros munkakapcsolatban álltak. Két szignált vázája ismert, az úgynevezett Alkméné-kratér és egy Agropoliból előkerült nyakamfora Heléna születésével.[8] Ábrázolásmódjára olyan erősen hatott Aszteasz munkássága, hogy időnként nehéz elkülöníteni kettőjük alkotásait, főleg amikor egyszerűbb, kisebb méretű edényekről van szó.[8] Leggyakrabban harang-kratéreket díszített általában két figurával. Ezek a képek kiegyensúlyozottabbak mint monumentális ábrázolásai, amelyek kicsit nehézkesebbek és esetenként túlzsúfoltak. Számos nem kiemelkedő színvonalú kisméretű edényt is díszített elő- és hátoldalukon egy-egy figurával.

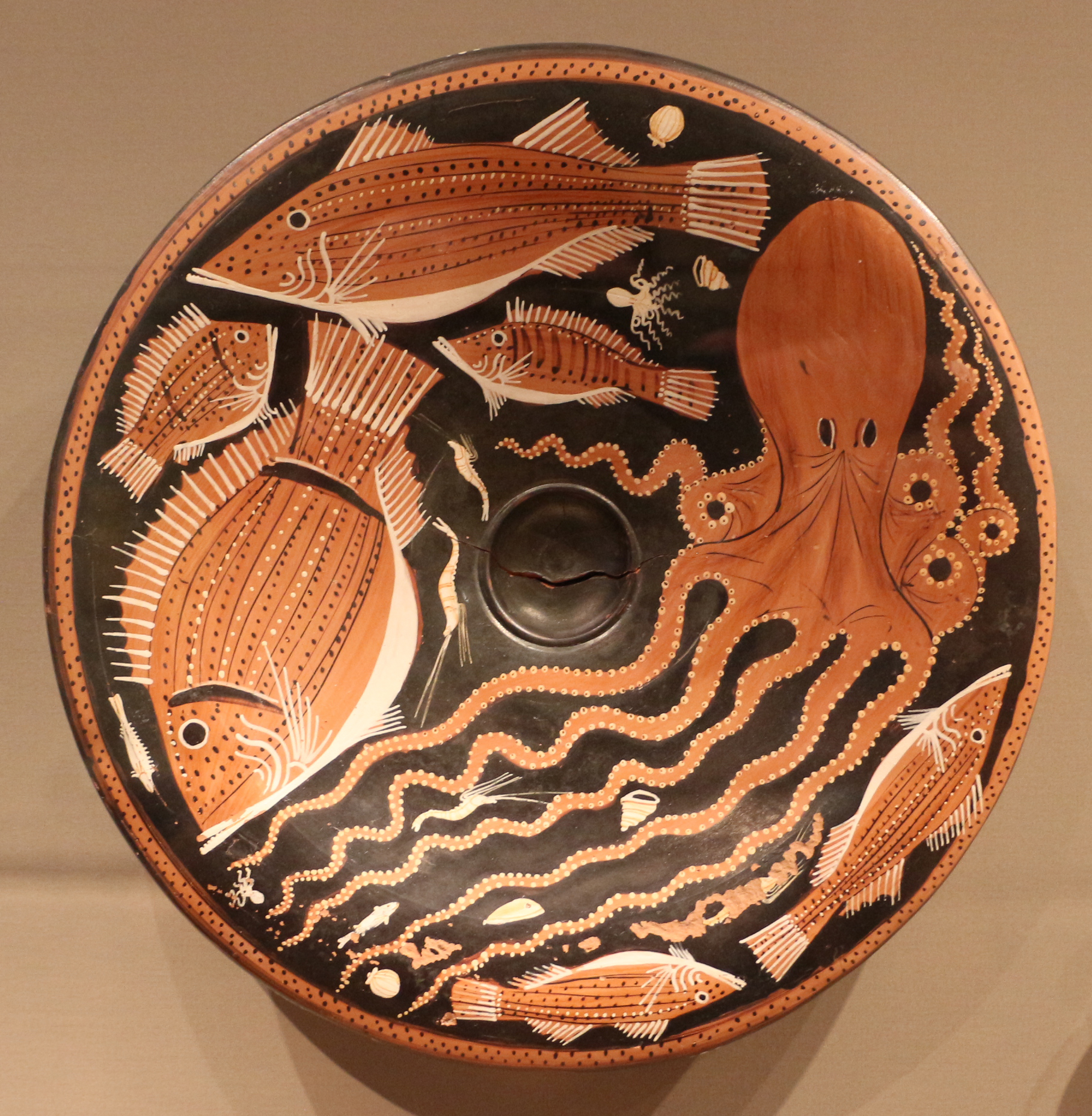
Halas-tál Aszteasz és Püton műhelyéből

Aszteasz karrierjének korai szakaszával egy időben volt aktív a Genfi Oresztész festője, akinek munkássága egyfajta összekötő kapocsként értékelhető a korábbi szicíliai és a paestumi alkotások között. Genfben őrzött amforáján Oresztész és Élektra találkozását ábrázolta Agamemnón sírjánál, fölöttük két fúria mellképével, míg egy New Yorkban található töredéken egy nőalak látható kosárral a fején. Madridban található hüdriáján Erósz jelenik meg két felöltözött nőalakkal. Ez utóbbi edény formája és díszítése is hasonlít Aszteasz korai munkáihoz. A paestumi héraionból előkerült kisméretű lebész gamikosz szintén a Genfi Oresztész festőjéhez köthető, az agyag összetétele egyértelműen paestumi eredetű, ez bizonyítja, hogy az alkotó a paestumi központban dolgozott.
Az Aszteasz-Püton műhelyben több mint ötszáz darab kevésbé kiemelkedő fazekasáru is készült, majdnem mindegyiket egy nagyobb kompozícióból származó egy-egy alakkal, női fejjel vagy állatfigurával díszítettek. A képek a két mester stílusát imitálják, némelyik kettőjük kisebb jelentőségű munkája lehet. A legtöbb viszont sietősen, elnagyoltan megrajzolt ábrázolás, egyértelműen szerényebb rajztudással rendelkező imitátorok műve. 
A műhelyhez számos „halas-tál” is köthető. A nagyobb méretűek (27 – 33 centiméter átmérőjűek) különösen magas színvonalúak, Aszteasz munkái lehetnek. Jellegzetes díszítőelemük egy nagy szemű ovális testű, tekergőző karokkal ábrázol polip. A tálak egy részén a külső peremnél borostyánkoszorú, a belső mélyedés körül hullámvonalas díszítés látható.

### Az Aphrodité-festő és A bostoni Oresztész festője

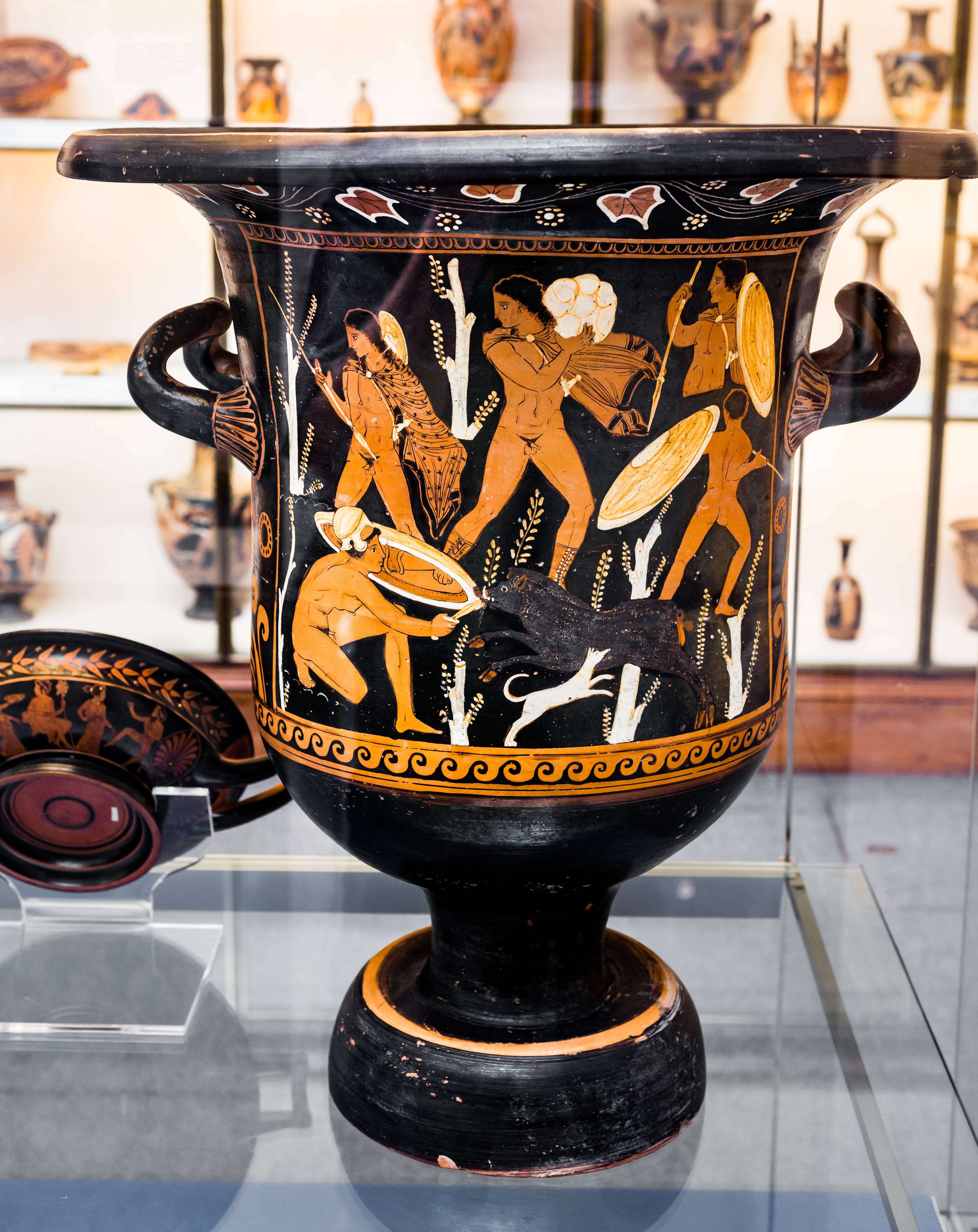
Vaddisznóvadászat, A bostoni Oresztész festője

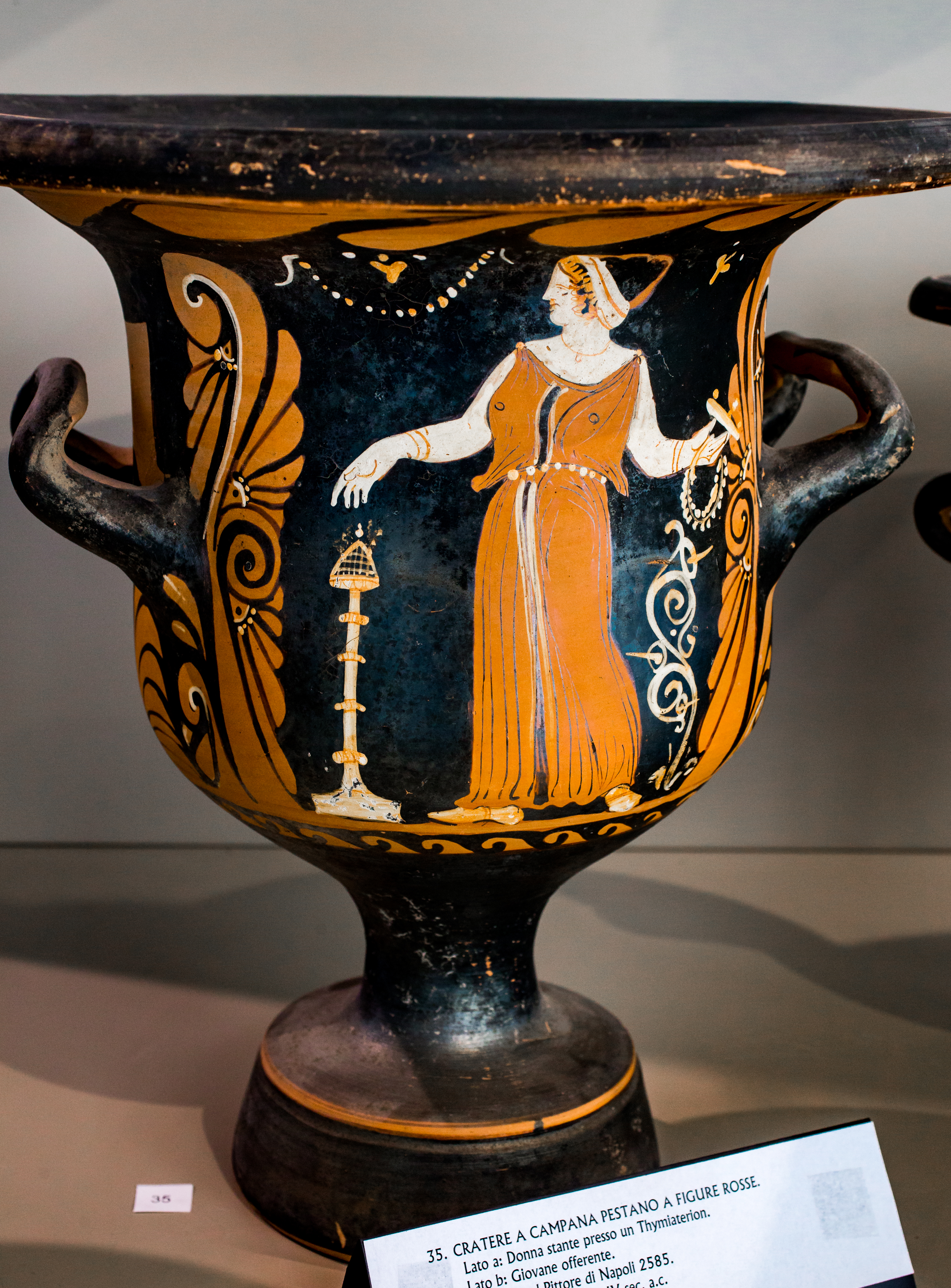
Kratér hátoldala, A nápolyi 2585 festője

Aszteasz és Püton műhelyében számos kisebb jelentőségű vázafestő is dolgozott akik igyekeztek utánozni a két mester ábrázolásmódját. Karrierjük későbbi szakaszában dolgoztak együtt két jelentős alkotóval az Aphrodité-festővel, akinek munkáin először jelenik meg az apuliai hatás a paestumi vázafestészetben, valamint A bostoni Oresztész festőjével.
- Az Aphrodité-festő Aszteasz kortársa lehetett. Feltételezhetően apuliai származású volt és ott is tanult, erre utal az ottani műhelyekre jellemző bonyolult virágmotívumok és másodlagos díszítőelemek használata.[11] Miután Paestumba költözött egyéni jellegzetességei megtartása mellett hamar átvette az Aszteasz-Püton műhely díszítésmódját. Névadó vázája az egyik legfigyelemreméltóbb paestumban előkerült alkotás. Bonyolult díszítőelemei valószínűleg már túl merésznek számítottak a paestumi ízlésnek, mivel nem ismert helyi párhuzama.[11]
- A bostoni Oresztész festőjének ábrázolásmódja szorosan kötődött Püton művészetéhez, akinek hatása főleg korai munkáin ismerhető fel. Több harang-kratért díszített meglehetősen egységes módon, előoldalukon Dionüszoszt jelenítette meg egy követőjével, a hátoldalukon a paestumi festészetben hagyományossá vált két férfialakot. Munkássága összekötő kapocsként értékelhető  az Aszteasz-Püton műhely késői termékei és a késői paestumi mesterek munkái között.[12]

### A nápolyi 1778 és 2585 festői
Az i. e. 4. század utolsó negyedének két legjelentősebb alkotója A nápolyi 1778 és 2585 festői voltak. Kezdetben meglehetősen egységes stílusban dolgoztak, de később kifejlesztették egyéni stíluselemeiket is. Karrierjük végére mindkettőjük rajzkészsége leromlott, követőik már egyre alacsonyabb színvonalon dolgoztak. Mindkét festő díszített halas-tálakat, az 1778-as festője a halak szeme köré egy pontsort rajzolt. 
- A nápolyi 1778 festőjének korai munkáit nagymértékben befolyásolta a campaniai Caivano-festő stílusa, aki feltehetően egy ideig Paestumban dolgozott.[9] Karrierjének ebben a szakaszában hatottak rá Püton késői és A bostoni Oresztész festőjének munkái is. Hozzá köthetők a legkésőbbi ismert vázák amelyeken phülax-jelenetek láthatók.
- A nápolyi 2585 festőjének korai munkái szoros kapcsolatba hozhatók Aszteasz késői vázáival ez különösen Dionüszoszt ábrázoló rajzain feltűnő, de több ábrázolásmódja egyéni stílusjegyeket hordoz.[10] A legtöbb paestumi alkotótól eltérően képeit ritkábban foglalta keretbe. Korai munkáinak fő témái a Dionüszoszhoz köthető jelenetek, később bonyolultabb mitológiai képeket is festett. Legjobban sikerült mitológiai képe Parisz ítéletét ábrázolja.[10] Festészetére jellemző a hozzáadott színek használata.

A Virágos festő egyike a paestumi központ legutolsó vázafestőinek, aki nevét egy palack hátoldalán lévő virágmotívumokról kapta. A nápolyi 2585 festője mellett az úgynevezett apulianizáló csoport is hatást gyakorolt munkáira. A névadó vázája mellett talált másik edényen Oresztész és Élektra jelenik meg. Ezen az ábrázoláson már világosan látszik a rajz színvonalának romlása, ami főleg a kifejezéstelen és rosszul megrajzolt arcokon feltűnő. Egy 1969-ben előkerült edénycsoportján a színvonal további romlása figyelhető meg. Ő tekinthető a paestumi vázafestészet legutolsó alkotójának, ezután a műhely gyakorlatilag befejezte a vörösalakos edények gyártását.

### Az apulianizáló csoport

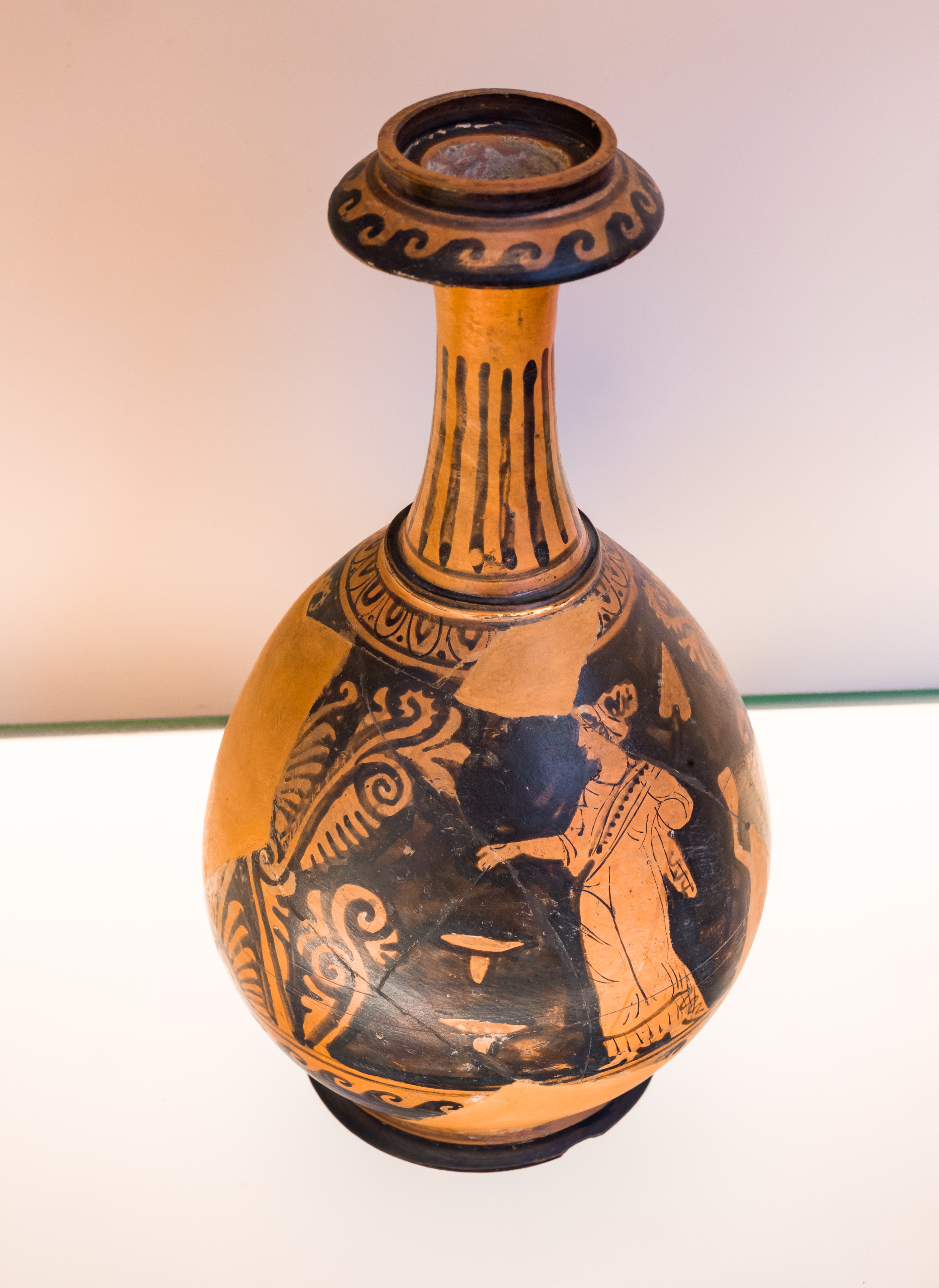
A Spinazzo-csoporthoz tartozó edény

Az Aszteasz-Püton műhely késői és A nápolyi 1778 és 2585 festőinek munkáival egy időben egy meglehetősen nagy edénycsoport is készült a paestumi központban erőteljes apulianizáló stílusban. Nagy részük paestumi sírokból került elő, főleg a Spinazzo temetőből. Kinézetüket tekintve nagyon hasonlítanak az apuliai központ termékeire, import árunak tűnhetnek, de a helyi paestumi agyagból készültek, és túl nagy mennyiségben kerültek elő ahhoz, hogy importból származzanak. Ezt a jelenséget a campaniai központban is megfigyelték. Úgy tűnik egy csapat bevándorló apuliai fazekas/vázafestő telepedett le Paestumban, az Aphrodité-festő is ennek a csoportnak lehetett az egyik első képviselője. Az Aphrodité-festőtől eltérően viszont nem tértek át a helyi díszítésmód alkalmazására. Átvettek néhány helyi edényformát (például nyakamfora) és másodlagos díszítőelemet de ezen kívül viszonylag kis változtatásokkal továbbra is az apuliában tanult elemeket alkalmazták.
A rajtuk ábrázolt témák, a díszítésmód,  a festés stílusa és a másodlagos díszítőelemek egységessége a kisebb és nagyobb egészben és töredékesen előkerült edényeken arra utalnak hogy az edénycsoport darabjai mind egy műhelyben készültek, ahol a vázafestők elkülönültek a többi késői paestumi alkotótól. A vázák keletkezési ideje az i. e. 4. század utolsó harmadára, valószínűleg i. e. 320 és 310 közé tehető.  A csoporthoz tartozó legkorábbi vázák különösen apuliai jellegűek, a század harmadik negyedében ott dolgozó Varrese-festő és közvetlen munkatársai stílusát tükrözik ezen kívül felismerhető rajtuk a Dareiosz-festő és a Patera-festő műhelyének hatása is.
A későbbi edények, a Spinazzo csoportként meghatározott vázák a legnagyobbak és legszebbek legtöbbször a nők életéből vett jelenetekkel (például készülődés az esküvőre). A nagyobb edényeket, köztük lebész gamikoszokat is hasonló módon díszítettek, és úgy tűnik egy mester munkái, aki a Spinazzo-festő néven ismert. Jellegzetesen rajzolta meg a nők haját, egy nagy kontyban három lelógó hajtinccsel. Munkáin egyértelmű az apuliai befolyás, de stílusa egyre inkább egyénivé válik és vázái már nem tekinthetők tisztán apuliai alkotásoknak. 
Az edénycsoporthoz köthető egy nagyobb mennyiségű, kisebb méretű vázákból álló fazekasáru is amelyet áldozati célra ajánlottak fel a paestumi Héra-szentélyben. Legtöbbször nőalakok vagy Erósz látható rajtuk, esetleg mindkettő. Másodlagos díszítőelemként gyakran szépen összehajtogatott drapéria jelenik meg rajtuk.
A késői alkotások közé tartoznak nagyméretű püksziszek, előoldalukon a megszokott nőalakokkal, Erosszal, szatírral a hátoldalukon két férfialakkal egy ión oszlop mellett. Az edények füle alatt, és a főbb jelenetek között szemből ábrázolt, tágra nyílt szemű női arcok jelennek meg. A fedőkön a két térdelő ruhátlan nőalak az összehajtogatott drapériával és a repülő Érosszal A nápolyi 2585 festőjének hatását tükrözik. Így ezek az edények feltételezhetően az i. e. 4. század utolsó évtizedében készültek. A nagyobb vázák mellett számos kisebb edényt is gyártottak, ezeket legtöbbször csak egy női fejjel díszítették. Az apulianizáló edénycsoport legkésőbbi darabjai a paestumi agóra területéről előkerült töredékekből határozhatók meg. Díszítésük olyan alacsony színvonalon megrajzolt alakokból és női fejekből áll, hogy egyes esetekben azt is nehéz megállapítani mit ábrázolnak.